# Diana Maffía
Diana Helena Maffía (Buenos Aires, 19 de setembre de 1953) és una doctora en filosofia de la Universitat de Buenos Aires (UBA). Docent de grau i postgrau. Actualment col·labora com a investigadora de l'Institut Interdisciplinari d'Estudis de Gènere de la UBA. A més a més, és la fundadora de la Xarxa Argentina de Gènere, Ciència i Tecnologia (creada el 1994) i de l'Associació Argentina de Dones en Filosofia (1987-1991). Durant la seva carrera acadèmica ha dirigit projectes de recerca, tesis de doctorat i màster i ha publicat diversos llibres i articles. Va exercir de diputada i de Defensora Adjunta del Poble (1998-2003) de la ciutat autònoma de Buenos Aires i des de 2012 dirigeix l'Observatori de Gènere de la Justícia depenent del Consell de la Magistratura de la ciutat de Buenos Aires.

## Biografia
Va ser la segona de quatre germans: Edgardo, Iris i Mónica. Va començar l'escola primària en un col·legi de monges mercedarias. A partir del tercer curs va començar a estudiar a l'escola Nicolás Avellaneda, des d'on posteriorment va passar a cursar la secundària a l'escola Normal superior num.1 en llengües vives Presidente Roque Sanz Peña de l'Avinguda Córdoba de Buenos Aires.
Durant la dècada de 1980, va exercir de professora de Filosofia a la Universitat de Buenos Aires (UBA). L'any 2000 va obtenir el doctorat en Filosofia, per la mateixa universitat amb la tesi Gènere, subjectivitat i coneixement.

## Càrrecs públics
Alguns dels seus càrrecs públics rellevants han estat el Defensora Adjunta del Poble de la ciutat de Buenos Aires dins de l'àrea de Drets Humans i Igualtat de Gènere, des d'on va treballar pels drets de les dones, infants i adolescents, minories sexuals i persones en situació de prostitució., Directora acadèmica de l'Institut de Formació Cultural i Política Hannah Arendt., legisladora en la Legislatura de la Ciutat Autònoma de Buenos Aires, pel partit Coalición Cívica/ARI. Va presidir la Comissió de Dona, Infància, Adolescència i Joventut, i també va formar part de les de Cultura; Salut, i Seguiments d'Organismes de Control.En l'actualitat ocupa el càrrec de directora de l'Observatori de Gènere de la Justícia, del Consell de la Magistratura de la Ciutat de Buenos Aires.
Com a legisladora per la Coalició Cívica, Maffía va presentar un projecte de llei per crear un pla que promogui els drets humans d'aquelles persones en situació de prostitució, dins de l'àmbit de la Subsecretaria de Drets Humans del Govern de la Ciutat. Manté una posició crítica sobre el cap de govern de la Ciutat de Buenos Aires, Mauricio Macri, així com de l'antic govern nacional dirigit per la presidenta Cristina Fernández de Kirchner.
Actualment, a part de dirigir l'Observatori de Gènere, també exerceix de directora acadèmica de l'Institut Hannah Arendt.
Maffía defensa la despenalització de l'avortament i ha estat coautora del projecte de mort digna. El Premi Raquel Liberman, atorgat per la legislatura porteña com a reconeixement als que lluiten per frenar la violència de gènere, ha estat una iniciativa seva.

## Premis i reconeixements
- Premi Dignitat 2000, lliurat per l'Assemblea Permanent de Drets Humans.[9]
- Premi Parlamentari 2008.[10]
- Premi Parlamentari 2009.[11]
- Premi Parlamentari 2010.[12]
- Premis SP: Millor Legisladora No Oficialista 2011.[13]
- Premi Parlamentari 2011.[14][12]
- Medalla de reconeixement de la legislatura porteña 2011.[15]

## Publicacions destacades
És autora de nombrosos llibres:

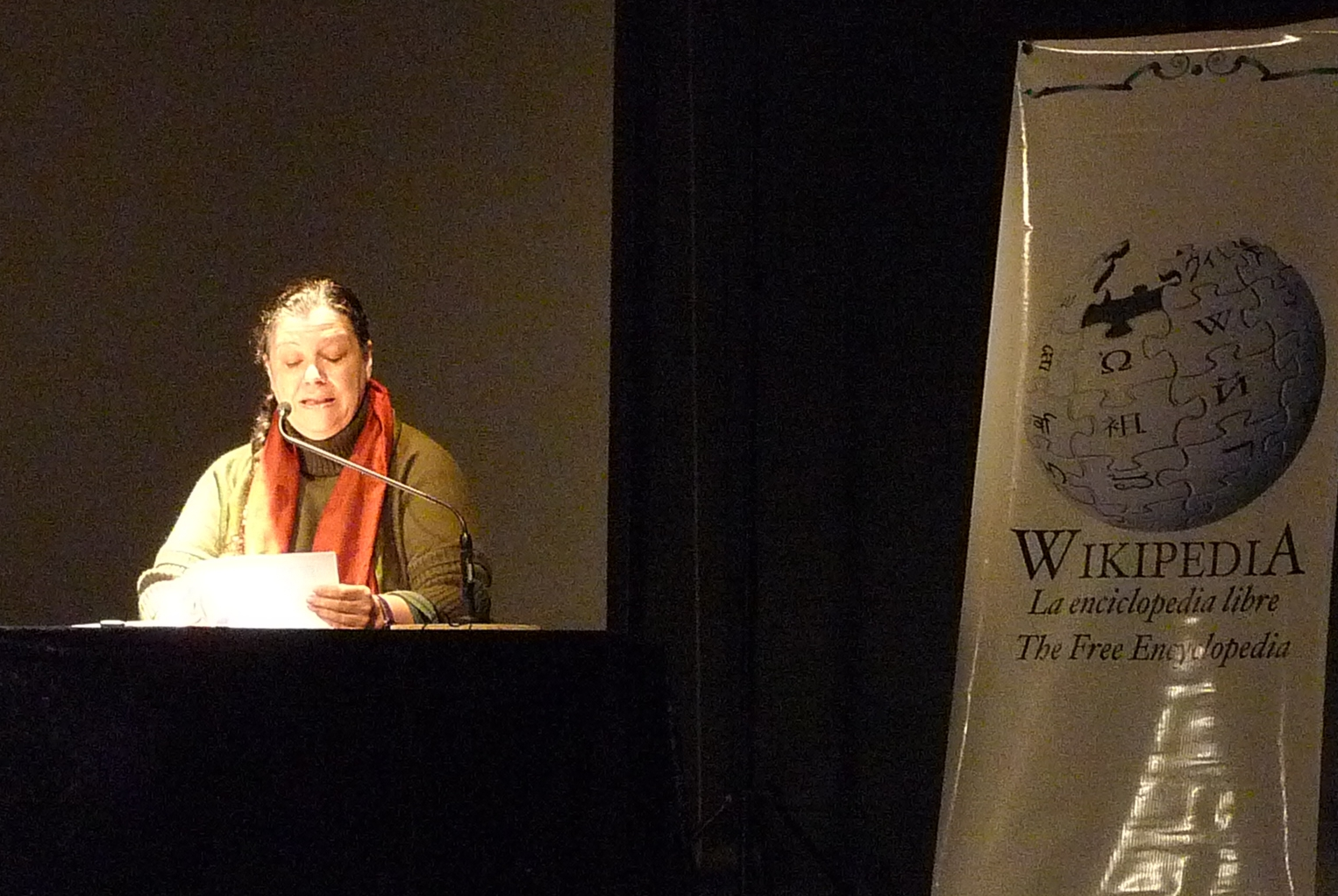
Diana Maffía presenta la seva ponència a la conferència WikiGénero de Buenos Aires (Argentina), 26 de maig de 2012.

- Búsquedas de sentido para una nueva política, en col·laboració amb Elisa Carrió. Buenos Aires: Paidós, 2005.
- Jorge Horacio Raíces Montero (compilador), Lohana Berkins, Liliana Hendel, Curtis E. Hinkle, Emiliano Litardo, Diana Maffía, Alejandro Modarelli, Pedro Paradiso Sottile, Iñaki Regueiro de Giacomi: Un cuerpo: mil sexos (intersexualidades). Buenos Aires: Topía, 2009.